# Cruagh Island SPA
Cruagh Island SPA este o arie protejată (arie de protecție specială avifaunistică — SPA) din Irlanda întinsă pe o suprafață de 292,44 ha, integral pe uscat.

## Localizare
Centrul sitului Cruagh Island SPA este situat la coordonatele 53°31′27″N 10°13′06″W / 53.524143°N 10.218299°V.

## Înființare
Situl Cruagh Island SPA a fost declarat arie de protecție specială avifaunistică în februarie 2007 pentru a proteja 2 specii de animale.

## Biodiversitate
Situată în ecoregiunea atlantică, aria protejată nu include niciun habitat protejat.
La baza desemnării sitului se află mai multe specii protejate de  păsări (2): Branta leucopsis, Puffinus puffinus.
Pe lângă speciile protejate, pe teritoriul sitului au mai fost identificate 1 specie de păsări.